# Intrazellularraum
Als Intrazellularraum (IZR) wird in der Pharmakologie der Verteilungsraum innerhalb des menschlichen Organismus bezeichnet, der aus der Gesamtheit aller von Zellmembranen umschlossenen Zellbestandteile gebildet wird und daher also vor allem aus den Zellorganellen, der Zellflüssigkeit und unterschiedlichen Einschlüssen besteht. Es handelt sich beim IZR weder um einen zusammenhängenden, noch – wegen ständiger Austausch- und Umbauprozesse – um einen eindeutig abgegrenzten Raum, sondern um eine modellhafte Auffassung, die in der Pharmakokinetik praktische Bedeutung hat.
Da die pharmakologische Definition eines Verteilungsraums (Kompartiments) fordert, dass sich ein Stoff darin homogen verteilt und gleichen biokinetischen Gesetzen unterliegt, wird der IZR im konkreten Fall nochmals in Kompartimente unterteilt – gemäß den physiko-chemischen Eigenschaften des jeweiligen Arzneistoffs.

## Begriffsbestimmung
Das Adjektiv intrazellulär ist nicht vollkommen synonym mit im Intrazellularraum gelegen:
- Einerseits werden in der Zellbiologie häufig exemplarisch einzelne Zellen bzw. Zelltypen hinsichtlich ihres von der Zellmembran umgrenzten Inhalts oder dessen Beziehungen zur Umgebung beschrieben, ohne einen unmittelbaren Bezug zum (gesamten) IZR herzustellen.
- Andererseits sagen Feststellungen zum Kompartiment IZR nicht zwingend etwas über den Zustand einzelner Zellen aus.

Allerdings sind definitionsgemäß sämtliche intrazellulären Bestandteile des Organismus zugleich im IZR gelegen.

## Dimensionen

### Anteil am Körpergewicht
Die im IZR gelegenen Strukturen und Substanzen machen beim Menschen etwa 75 % des Körpergewichts aus. Folglich entfällt auf die extrazellulären Körperbestandteile (Extrazelluläre Matrix wie z. B. im Knochen und den Flüssigkeit in den Blutgefäßen) ca. ein Viertel des Gesamt-Körpergewichts. (Das Gesamtwasser hat etwa 60 % Gewichtsanteil, beim Mann liegt er ungefähr 10 % höher als bei der Frau.)

### Anteil am Flüssigkeitsvolumen
Der IZR hat beim Erwachsenen einen Anteil von knapp zwei Dritteln am Gesamtvolumen des Körperwassers.

### Volumenbestimmung
Das Volumen des IZR lässt sich bestimmen, indem ein Indikator verabreicht wird, dessen Verteilungsverhalten gut bekannt ist. Aus dessen Konzentration in einem bestimmten Volumen (etwa in einer Blutprobe; die Erythrozyten sind IZR-Bestandteile, das Plasma gehört jedoch zum EZR) kann dann näherungsweise das IZR-Volumen berechnet werden. Als Indikatoren kommen beispielsweise Radionuklide oder Farbstoffe zum Einsatz.

## Bedeutung
Der Intrazellularraum ist aus Sicht der Pharmakologie der zweite wesentliche Verteilungsraum des Organismus neben dem Extrazellularraum (EZR).
Während der EZR eher selten Ziel einer Arzneimittelwirkung ist und überwiegend Bedeutung für den Stofftransport hat, liegen die erwünschten Wirkorte von Arzneistoffen oft im IZR. Die meisten Wirkstoffe verteilen sich nach Einnahme bzw. Verabreichung zunächst umfassend im Gefäßsystem – also im EZR –, bevor sie zu intrazellulären Wirkorten gelangen.
Typischerweise ändert sich die Verteilung einer verabreichten Arzneidosis zwischen EZR und IZR im Zeitverlauf deutlich, wobei die Ausscheidungsmechanismen ab dem Zeitpunkt der Substanzeinnahme wirksam sind und im Falle einer Einzeldosis meist keine wirksamen Konzentrationen an den Zielorten erreicht werden.
Bei wiederholter Gabe dagegen bildet sich ein (dynamisches) Gleichgewicht zwischen den Stoffkonzentrationen in IZR und EZR aus. Dann lässt sich z. B. aus Messungen des Substanzspiegels im Plasma auf die Konzentration am Wirkort rückschließen.